# Wilfried Louis
Wilfried Louis (25 de octubre de 1949) es un exfutbolista haitiano que jugaba como defensa. Jugó con el Don Bosco de su país.

## Selección nacional
Vistió la camiseta de Haití, participando en el Mundial de Alemania 1974, disputando uno de los tres partidos disputados por su selección. El partido data del 23 de junio, en la derrota por 4-1 ante Argentina.

### Participaciones en Copas del Mundo
| Mundial                        | Sede     | Resultado    |
| ------------------------------ | -------- | ------------ |
| Copa Mundial de Fútbol de 1974 | Alemania | Primera fase |

## Palmarés

### Títulos nacionales
| Título        | Equipo    | País  | Año  |
| ------------- | --------- | ----- | ---- |
| Liga Nacional | Don Bosco | Haití | 1971 |

### Títulos internacionales
| Título                                | Equipo | Sede  | Año  |
| ------------------------------------- | ------ | ----- | ---- |
| Campeonato de Naciones de la Concacaf | Haití  | Haití | 1973 |